# Cesare Chiodi
Cesare Chiodi (Milano, 4 aprile 1885 – Albavilla, 29 agosto 1969) è stato un ingegnere e urbanista italiano.

## Biografia
Si laurea in Ingegneria civile nel 1908 al Regio Istituto tecnico superiore di Milano (poi R. Politecnico). Ottiene la libera docenza in Costruzione di ponti nel 1914. Al Politecnico tiene i corsi, ufficiali o di perfezionamento, di Costruzioni di ponti ed opere marittime, Costruzioni in acciaio, Ponti e organizzazione dei cantieri.
Dall'anno accademico 1929-30 insegna Tecnica urbanistica alla Facoltà di ingegneria - «il primo corso del genere in Italia» lo definirà Luigi Dodi - e dal 1930 al 1936 alla Facoltà di Architettura.
Ottiene la libera docenza di Urbanistica nel 1933. Nel 1935 l'editore Hoepli pubblica il suo manuale La città moderna. Tecnica urbanistica: è la sua opera più importante fra una ricca pubblicistica dedicata prevalentemente ai temi dell'urbanistica, delle infrastrutture e del turismo. Lascia l'insegnamento universitario nel 1955 dopo aver fondato e retto il Gabinetto (poi Istituto) di Tecnica urbanistica al Politecnico di Milano. Dall'anno successivo, presso lo stesso ateneo, dirige con Giovanni Muzio il primo corso di aggiornamento in Urbanistica tecnica.
Eletto consigliere comunale a Milano nel 1920, dal 1922 al 1925 ricopre la carica di assessore all'edilizia promuovendo, tra le altre cose, gli studi per il nuovo piano regolatore, per la riforma del Regolamento Edilizio e per il progetto della metropolitana.
È membro delle commissioni istituite per l'esecuzione del piano regolatore di Milano del 1934. Dal 1938 è prima membro e poi presidente della Giunta consultiva che accompagna l'attività della Divisione urbanistica del Comune di Milano - diretta dall'ingegnere capo Luigi Lorenzo Secchi - nell'attività di revisione del piano regolatore del 1934. Essa fornirà le direttive per la definizione del progetto di piano regolatore del 1945, mai divenuto operativo, ma figlio della nuova legge urbanistica nazionale alla cui redazione Chiodi dà il suo fattivo contributo.
È infatti membro - con Alberto Calza Bini, Gustavo Giovannoni, Giuseppe Pagano, Luigi Piccinato, Marcello Piacentini e Virgilio Testa - della commissione nazionale che, sotto la guida del ministro dei Lavori pubblici Giuseppe Gorla, giunge alla definizione della legge urbanistica fondamentale del 17 agosto 1942, n. 1150.
La sua attività professionale incomincia subito dopo la laurea, quando rileva lo studio del padre prematuramente scomparso. Progetta e realizza ponti e strutture metalliche o in cemento armato, edifici civili, industriali e pubblici. Fra i più significativi ricordiamo: 
- il ponte in ferro sul canale Albani per la ferrovia Ostellato-Comacchio-Magnavacca (1911)
- il ponte in cemento armato sul fiume Olona a Castellanza (1913)
- il progetto del nuovo Ospedale Maggiore di Milano (1926-27, concorso, con G. Merlo e G. Brazzola);
- palazzo Crespi a Milano (1928-32, con P. Portaluppi);
- l'edificio residenziale di via Podgora a Milano (1930-34);
- la torre Littoria a Milano (1933, con Gio Ponti per il progetto architettonico ed E. Ferrari per le strutture);
- il progetto di ristrutturazione del Pio Istituto dei Rachitici di Milano, oggi Istituto Ortopedico Gaetano Pini, nel 1938 (con G. Chiodi) e, nello stesso anno, il nuovo Ospedale Civico di Codogno.

Redige il piano di ricostruzione di Fidenza (1946) e i piani regolatori di Salsomaggiore (1928 e, con G. Chiodi, 1957), Treviglio (1952, con L. Dodi), Fidenza (1959, con G. Chiodi), Bellagio (1960, con G. Chiodi).
Nel periodo tra le due guerre è tra i protagonisti del dibattito urbanistico milanese, italiano e internazionale. Partecipa, con Giuseppe Merlo e Giovanni Brazzola, al concorso per il piano regolatore di Milano del 1926-27 ottenendo il terzo premio. Dopo quell'esperienza prende parte ai concorsi per la redazione dei piani regolatori di Grosseto (1927-28, con G. Merlo); Foggia (1928, con G. Merlo e G. Brazzola); Bolzano (1929-30, con G. Merlo); Pisa (1929-30, con G. Merlo e G. Valtolina); Verona (1931-32, con G. Merlo); Piacenza (1932-33, con G. Merlo); Busto Arsizio (1933, con G. Merlo); Gallarate (1933-34, con G. Merlo); Pavia (1933, con G. Merlo); Mantova (1934-35, con G. Finzi e G. Merlo); Savona (1934-36, con G. Merlo). È membro delle commissioni giudicatrici dei concorsi per i piani regolatori di Como (1933-34), Belluno (1934-35), Bologna (1938-39), Vicenza (1938), Palermo (1939-40), Verbania (1939-40) e Torino (1947-48). A partire dalla metà degli anni venti, partecipa ai congressi organizzati dall'International Federation for Housing and Town Planning - una federazione che ha sede a Londra presieduta prima da Ebenezer Howard e poi da Raymond Unwin - confrontandosi con i principali esponenti della cultura architettonica e urbanistica europea e americana, tra i quali Hendrik Petrus Berlage, Frederick Law Olmsted, Ernst May, Thomas Adams, Paul Wolf, Patrick Abercrombie, Marcel Poëte, Joseph Stübben, Lewis Mumford, Alvar Aalto, Henry van de Velde, J. J. Pieter Oud. Chiodi sarà vicepresidente e rappresentante per l'Italia della federazione fra il 1946 e il 1952, incarico che, su sua proposta, verrà successivamente ricoperto da Adriano Olivetti.
Nel 1944 coordina i lavori del Sindacato ingegneri della provincia di Milano per la messa a punto di un programma per la ricostruzione milanese. Aderisce all'invito pubblico del Comune di Milano del 10 novembre 1945 a presentare proposte per il nuovo piano regolatore. È membro del Comitato ordinatore del primo Convegno nazionale per la ricostruzione edilizia che si tiene a Milano dal 14 al 16 dicembre 1945. Presiede, dal 29 dicembre 1945 al 15 marzo dell'anno
successivo, il Convegno per lo studio delle direttive per il nuovo piano regolatore di Milano e, a Roma dal 12 al 14 dicembre 1946, il I Congresso nazionale per la ricostruzione edilizia.
Dal secondo dopoguerra, oltre a dirigere fino al 1969 il periodico Le Strade, ricopre numerosi incarichi presso enti o istituzioni nazionali e internazionali: è presidente del Touring Club Italiano dal 1946 al 1964 e presidente onorario fino al 1969; presidente del Collegio degli ingegneri di Milano nei periodi 1946-48 e 1956-58; presidente, dal 1946 al 1952, poi presidente onorario e ancora presidente dal 1966 dell'Associazione nazionale ingegneri architetti italiani; vicepresidente della Cassa di risparmio delle province lombarde dal 1946 al 1962; vice resgiò della Famiglia Meneghina nei periodi 1946-57 e 1962-69; presidente della Società del Giardino nei periodi 1947-52 e 1959-62; presidente del Rotary club di Milano nel biennio 1950-52 e governatore dell'87º distretto (Italia) del Rotary club internazionale dal 1953 al 1954; ricopre infine incarichi di rilievo nella Alliance internationale de tourisme, nel comitato misto della Organisation du tourisme et de l'automobile e dell'Association internationale permanente des congrès de la route, nella commissione urbanistica dell'Union internationale des architects. Dedica parte dei suoi ultimi anni di attività a iniziative in difesa dell'ambiente, del paesaggio e del patrimonio artistico e architettonico italiano.

## I suoi scritti
- La città moderna. Tecnica urbanistica, Milano: Hoepli 1935 (nuova edizione a cura di G. Sartorio, Roma: Gangemi, 2006);
- Scritti sulla città e il territorio 1913-1969, a cura di R. Riboldazzi, Milano: Unicopli, 2006.